# مدارس ابتدایی در ژاپن

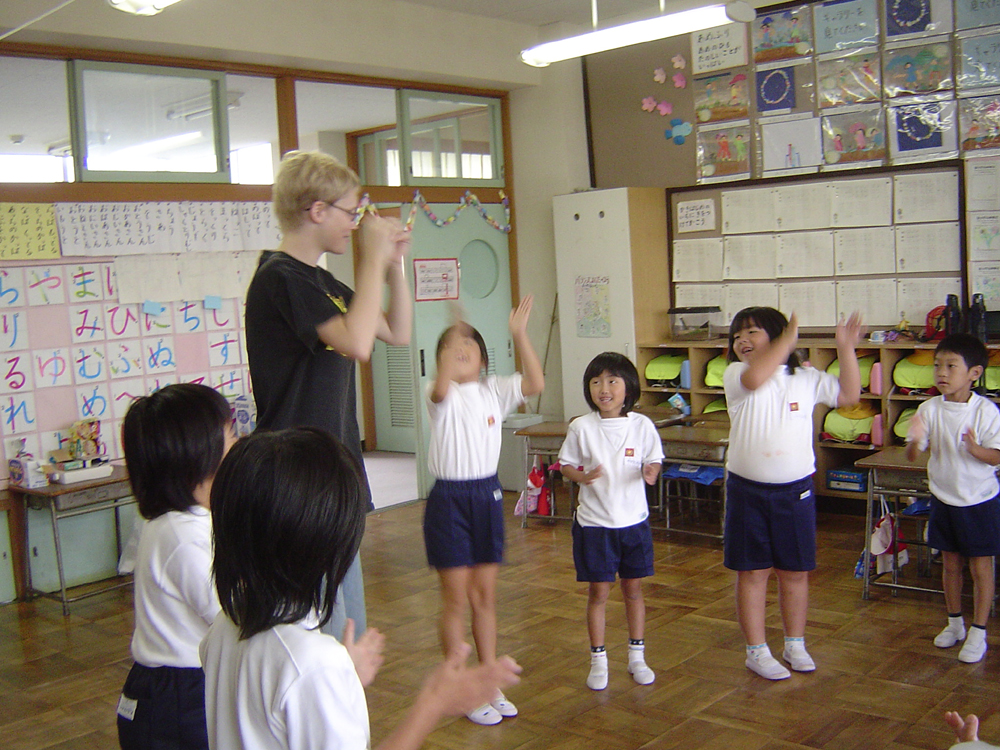
یک کلاس دبستان در ژاپن

در ژاپن، مدارس ابتدایی (小学校 Shōgakkō) برای همه کودکان اجباری است. کودکان ژاپنی پس از شش سالگی، در ماه آوریل وارد کلاس اول می‌شوند. با اینکه مهدکودک به‌طور فزاینده‌ای محبوب شده، اما اجباری نیست. شروع مدرسه به عنوان یک رویداد بسیار مهم در زندگی کودک در نظر گرفته می‌شود.

## تاریخچه
در دوره ادو، برخی از کودکان به مدارس تراکویا می‌رفتند و در آنجا خواندن، نوشتن و محاسبه را یادمی‌گرفتند.
در سال ۱۸۸۶، سیستم مدرن مدارس ابتدایی به عنوان تحصیلات اجباری آغاز شد. تا ۶۱ سال بعد، فقط مدارس ابتدایی اجباری بود. بلافاصله قبل و در طول جنگ جهانی دوم، آموزش دولتی به عنوان یک ابزار تبلیغاتی (پروپاگاندا) توسط دولت فاشیست ژاپن مورد استفاده قرار گرفت.
امروزه تقریباً تمام آموزش‌های ابتدایی در مدارس دولتی انجام می‌شود. تحصیل در این مدارس رایگان است، اگرچه خانواده‌ها باید هزینه ناهار مدرسه، لوازم و هزینه‌های جانبی مانند کتاب یا درس اضافی را بپردازند.
کمتر از ۱٪ از مدارس ابتدایی خصوصی هستند، تا حدی به دلیل هزینه‌های اضافی. برخی از دبستان‌های خصوصی معتبر هستند و به عنوان اولین گام برای مدارس خصوصی سطح بالاتر و دانشگاه‌ها در نظر گرفته می‌شود. به این سبک از مدارس، «مدارس نردبانی» گفته می‌شود. رقابت برای ورود به برخی از این مدارس بسیار شدید است.
کلاس‌های دبستان بزرگ هستند، معمولاً هر کدام بین سی تا چهل دانش آموز را در بر می‌گیرند. دانش‌آموزان معمولاً در گروه‌های کوچک گروه‌بندی می‌شوند که هم وظایف تحصیلی و هم انضباطی دارند.